# ISU Junior Grand Prix w łyżwiarstwie figurowym 2013/2014
ISU Junior Grand Prix w łyżwiarstwie figurowym 2013/2014 – 17. edycja zawodów w łyżwiarstwie figurowym w kategorii juniorów. Zawodnicy podczas tego sezonu wystąpili w siedmiu zawodach tego cyklu rozgrywek. Rywalizacja rozpoczęła się w Rydze 29 sierpnia, a zakończyła się finałem JGP w Fukuoce, który odbył się w dniach 5–8 grudnia 2013 roku.

## Kalendarium zawodów
| Lp. | Data                    | Miejsce | Zawody                  | Źr. |
| --- | ----------------------- | ------- | ----------------------- | --- |
| 1   | 29–31 sierpnia 2013     | Ryga    | JGP na Łotwie           |     |
| 2   | 5–7 wrześnią 2013       | Meksyk  | JGP w Meksyku           |     |
| 3   | 12–14 września 2013     | Koszyce | JGP na Słowacji         |     |
| 4   | 19–21 września 2013     | Gdańsk  | JGP w Polsce            |     |
| 5   | 26–28 września 2013     | Mińsk   | JGP na Białorusi        |     |
| 6   | 3–5 października 2013   | Ostrawa | JGP w Czechach          |     |
| 7   | 10–12 października 2013 | Tallinn | JGP w Estonii           |     |
| 8   | 5–8 grudnia 2013        | Fukuoka | Finał Junior Grand Prix |     |

## Medaliści

### Soliści
| Zawody    | 1. miejsce      | 2. miejsce        | 3. miejsce                 | Źr. |
| --------- | --------------- | ----------------- | -------------------------- | --- |
| Łotwa     | Jin Boyang      | Adjan Pitkiejew   | Shōma Uno                  |     |
| Meksyk    | Nathan Chen     | Ryūju Hino        | Danijjel Samochin          |     |
| Słowacja  | Keiji Tanaka    | Zhang He          | Michaił Kolada             |     |
| Polska    | Adjan Pitkiejew | Aleksandr Pietrow | Zhang He                   |     |
| Białoruś  | Nathan Chen     | Ryūju Hino        | Murad Kurbanow             |     |
| Czechy    | Keiji Tanaka    | Aleksandr Pietrow | Moris Kwitiełaszwili       |     |
| Estonia   | Jin Boyang      | Michaił Kolada    | Michael Christian Martinez |     |
| Finał JGP | Jin Boyang      | Adjan Pitkiejew   | Nathan Chen                |     |

### Solistki
| Zawody    | 1. miejsce              | 2. miejsce             | 3. miejsce              | Źr. |
| --------- | ----------------------- | ---------------------- | ----------------------- | --- |
| Łotwa     | Jewgienija Miedwiediewa | Marija Sotskowa        | Karen Chen              |     |
| Meksyk    | Polina Edmunds          | Natalja Ogorielcewa    | Mariah Bell             |     |
| Słowacja  | Karen Chen              | Aleksandra Prokłowa    | Riona Katō              |     |
| Polska    | Jewgienija Miedwiediewa | Angela Wang            | Gabrielle Daleman       |     |
| Białoruś  | Polina Edmunds          | Elizabet Tursynbajewa  | Rika Hongo              |     |
| Czechy    | Aleksandra Prokłowa     | Marija Sotskowa        | Amber Glenn             |     |
| Estonia   | Sierafima Sachanowicz   | Jelizawieta Juszczenko | Miyabi Oba              |     |
| Finał JGP | Marija Sotskowa         | Sierafima Sachanowicz  | Jewgienija Miedwiediewa |     |

### Pary sportowe
| Zawody    | 1. miejsce                        | 2. miejsce                                  | 3. miejsce                                                                   | Źr.                               |
| --------- | --------------------------------- | ------------------------------------------- | ---------------------------------------------------------------------------- | --------------------------------- |
| Łotwa     | Yu Xiaoyu / Jin Yang              | Jewgienija Tarasowa / Władimir Morozow      | Marija Wygałowa / Jegor Zakrojew                                             |                                   |
| Meksyk    | Konkurencja nie została rozegrana | Konkurencja nie została rozegrana           | Konkurencja nie została rozegrana                                            | Konkurencja nie została rozegrana |
| Słowacja  | Marija Wygałowa / Jegor Zakrojew  | Lina Fiodorowa / Maksim Miroszkin           | Oksana Nagałati / Maksim Bobrow DSQ Alessandra Cernuschi / Filippo Ambrosini |                                   |
| Polska    | Konkurencja nie została rozegrana | Konkurencja nie została rozegrana           | Konkurencja nie została rozegrana                                            | Konkurencja nie została rozegrana |
| Białoruś  | Kamiłła Gajnietdinowa / Iwan Bicz | Madeline Aaron / Max Settlage               | Wasilisa Dawankowa / Andriej Dieputat                                        |                                   |
| Czechy    | Lina Fiodorowa / Maksim Miroszkin | Arina Czerniawska / Antonio Souza-Kordiejru | Kamiłła Gajnietdinowa / Iwan Bicz                                            |                                   |
| Estonia   | Yu Xiaoyu / Jin Yang              | Wasilisa Dawankowa / Andriej Dieputat       | Jewgienija Tarasowa / Władimir Morozow                                       |                                   |
| Finał JGP | Yu Xiaoyu / Jin Yang              | Marija Wygałowa / Jegor Zakrojew            | Lina Fiodorowa / Maksim Miroszkin                                            |                                   |

### Pary taneczne
| Zawody    | 1. miejsce                          | 2. miejsce                           | 3. miejsce                          | Źr. |
| --------- | ----------------------------------- | ------------------------------------ | ----------------------------------- | --- |
| Łotwa     | Mackenzie Bent / Garrett MacKeen    | Lorraine McNamara / Quinn Carpenter  | Ałła Łoboda / Pawieł Drozd          |     |
| Meksyk    | Kaitlin Hawayek / Jean-Luc Baker    | Madeline Edwards / Zhao Kai Pang     | Sofja Jewdokimowa / Jegor Bazin     |     |
| Słowacja  | Anna Janowska / Siergiej Mozgow     | Rachel Parsons / Michael Parsons     | Holly Moore / Daniel Klaber         |     |
| Polska    | Kaitlin Hawayek / Jean-Luc Baker    | Ołeksandra Nazarowa / Maksym Nikitin | Ałła Łoboda / Pawieł Drozd          |     |
| Białoruś  | Lorraine McNamara / Quinn Carpenter | Bietina Popowa / Jurij Własienko     | Darja Morozowa / Michaił Żyrnow     |     |
| Czechy    | Bietina Popowa / Jurij Własienko    | Rachel Parsons / Michael Parsons     | Madeline Edwards / Zhao Kai Pang    |     |
| Estonia   | Anna Janowska / Siergiej Mozgow     | Ołeksandra Nazarowa / Maksym Nikitin | Darja Morozowa / Michaił Żyrnow     |     |
| Finał JGP | Anna Janowska / Siergiej Mozgow     | Kaitlin Hawayek / Jean-Luc Baker     | Lorraine McNamara / Quinn Carpenter |     |

## Klasyfikacje punktowe
| Miejsce w zawodach | Liczba punktów                 | Liczba punktów |
| Miejsce w zawodach | Soliści Solistki Pary taneczne | Pary sportowe  |
| ------------------ | ------------------------------ | -------------- |
| 1.                 | 15                             | 15             |
| 2.                 | 13                             | 13             |
| 3.                 | 11                             | 11             |
| 4.                 | 9                              | 9              |
| 5.                 | 7                              | 7              |
| 6.                 | 5                              | 5              |
| 7.                 | 4                              | 4              |
| 8.                 | 3                              | 3              |
| 9.                 | 2                              | —              |
| 10.                | 1                              | —              |

Awans do finału Junior Grand Prix zdobywa 6 najlepszych zawodników/par w każdej z konkurencji.
| Poz.                                                  | Zawodnik                                              | Punkty                                                |
| Miejsca 1–6: kwalifikacja do Finału Junior Grand Prix | Miejsca 1–6: kwalifikacja do Finału Junior Grand Prix | Miejsca 1–6: kwalifikacja do Finału Junior Grand Prix |
| ----------------------------------------------------- | ----------------------------------------------------- | ----------------------------------------------------- |
| 1                                                     | Nathan Chen                                           | 30                                                    |
| 2                                                     | Keiji Tanaka                                          | 30                                                    |
| 3                                                     | Jin Boyang                                            | 30                                                    |
| 4                                                     | Adjan Pitkiejew                                       | 28                                                    |
| 5                                                     | Aleksandr Pietrow                                     | 26                                                    |
| 6                                                     | Ryūju Hino                                            | 26                                                    |
| Miejsca 7–9: rezerwa do Finału Junior Grand Prix      |                                                       |                                                       |
| 7                                                     | Michaił Kolada                                        | 24                                                    |
| 8                                                     | Zhang He                                              | 24                                                    |
| 9                                                     | Shōma Uno                                             | 20                                                    |

| Poz.                                                  | Zawodniczka                                           | Punkty                                                |
| Miejsca 1–6: kwalifikacja do Finału Junior Grand Prix | Miejsca 1–6: kwalifikacja do Finału Junior Grand Prix | Miejsca 1–6: kwalifikacja do Finału Junior Grand Prix |
| ----------------------------------------------------- | ----------------------------------------------------- | ----------------------------------------------------- |
| 1                                                     | Jewgienija Miedwiediewa                               | 30                                                    |
| 2                                                     | Polina Edmunds                                        | 30                                                    |
| 3                                                     | Aleksandra Prokłowa                                   | 28                                                    |
| 4                                                     | Karen Chen                                            | 26                                                    |
| 5                                                     | Marija Sotskowa                                       | 26                                                    |
| 6                                                     | Sierafima Sachanowicz                                 | 24                                                    |
| Miejsca 7–9: rezerwa do Finału Junior Grand Prix      |                                                       |                                                       |
| 7                                                     | Angela Wang                                           | 20                                                    |
| 8                                                     | Elizabet Tursynbajewa                                 | 20                                                    |
| 9                                                     | Riona Katō                                            | 20                                                    |

| Poz.                                                  | Zawodnicy                                             | Punkty                                                |
| Miejsca 1–6: kwalifikacja do Finału Junior Grand Prix | Miejsca 1–6: kwalifikacja do Finału Junior Grand Prix | Miejsca 1–6: kwalifikacja do Finału Junior Grand Prix |
| ----------------------------------------------------- | ----------------------------------------------------- | ----------------------------------------------------- |
| 1                                                     | Yu Xiaoyu / Jin Yang                                  | 30                                                    |
| 2                                                     | Lina Fiodorowa / Maksim Miroszkin                     | 28                                                    |
| 3                                                     | Marija Wygałowa / Jegor Zakrojew                      | 26                                                    |
| 4                                                     | Kamiłła Gajnietdinowa / Iwan Bicz                     | 26                                                    |
| 5                                                     | Jewgienija Tarasowa / Władimir Morozow                | 24                                                    |
| 6                                                     | Wasilisa Dawankowa / Andriej Dieputat                 | 24                                                    |
| Miejsca 7–9: rezerwa do Finału Junior Grand Prix      |                                                       |                                                       |
| 7                                                     | Madeline Aaron / Max Settlage                         | 22                                                    |
| 8                                                     | Arina Czerniawska / Antonio Souza-Kordiejru           | 20                                                    |
| 9                                                     | Alessandra Cernuschi / Filippo Ambrosini              | 18                                                    |

| Poz.                                                  | Zawodnicy                                             | Punkty                                                |
| Miejsca 1–6: kwalifikacja do Finału Junior Grand Prix | Miejsca 1–6: kwalifikacja do Finału Junior Grand Prix | Miejsca 1–6: kwalifikacja do Finału Junior Grand Prix |
| ----------------------------------------------------- | ----------------------------------------------------- | ----------------------------------------------------- |
| 1                                                     | Anna Janowska / Siergiej Mozgow                       | 30                                                    |
| 2                                                     | Kaitlin Hawayek / Jean-Luc Baker                      | 30                                                    |
| 3                                                     | Lorraine McNamara / Quinn Carpenter                   | 28                                                    |
| 4                                                     | Bietina Popowa / Jurij Własienko                      | 28                                                    |
| 5                                                     | Ołeksandra Nazarowa / Maksym Nikitin                  | 26                                                    |
| 6                                                     | Rachel Parsons / Michael Parsons                      | 26                                                    |
| Miejsca 7–9: rezerwa do Finału Junior Grand Prix      |                                                       |                                                       |
| 7                                                     | Madeline Edwards / Zhao Kai Pang                      | 24                                                    |
| 8                                                     | Ałła Łoboda / Pawieł Drozd                            | 22                                                    |
| 9                                                     | Darja Morozowa / Michaił Żyrnow                       | 22                                                    |